# فوتوریسم ایتالیا (سینما)
فوتوریسم ایتالیا (سینما) (به ایتالیایی: Cinema futurista) جنبشی در سینمای ایتالیا بود که از سال ۱۹۱۶ آغاز شد و تا سال ۱۹۱۹ ادامه یافت. این جنبش هنری متأثر از فوتوریسم ایتالیایی بوده و جنبش فرمالیستی سینمای شوروی و فیلمسازانی چون لف کولشف، ژیگا ورتوف، سرگئی آیزنشتاین، وسولود پودفکین و الکساندر داوژنکو و همچنین اکسپرسیونیسم آلمان را تحت تأثیر خود قرار داد.

## فیلم‌های شاخص فوتوریسم ایتالیا
- زندگی فوتوریستی (۱۹۱۶) ساختة آرنالدو جینا و لوسیو ونا
- تائیس (۱۹۱۶) آنتون گوئیلو براگاگلیا
- شاه، کلاهبردار، اسقف (۱۹۱۷) آیو ایلومیناتی

## نگارخانه

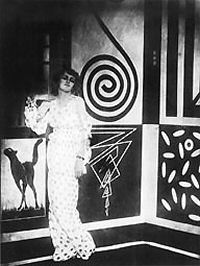
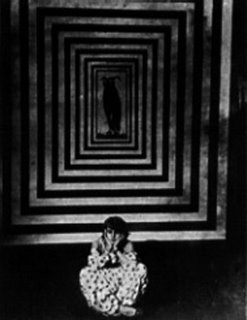
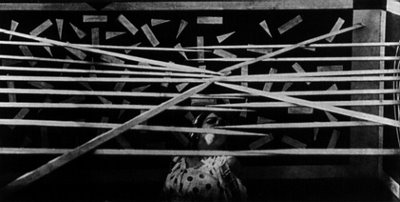
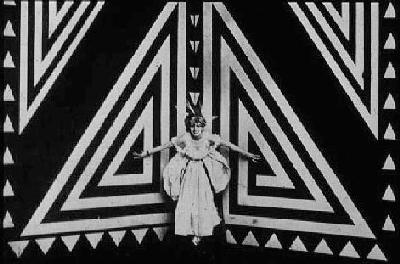
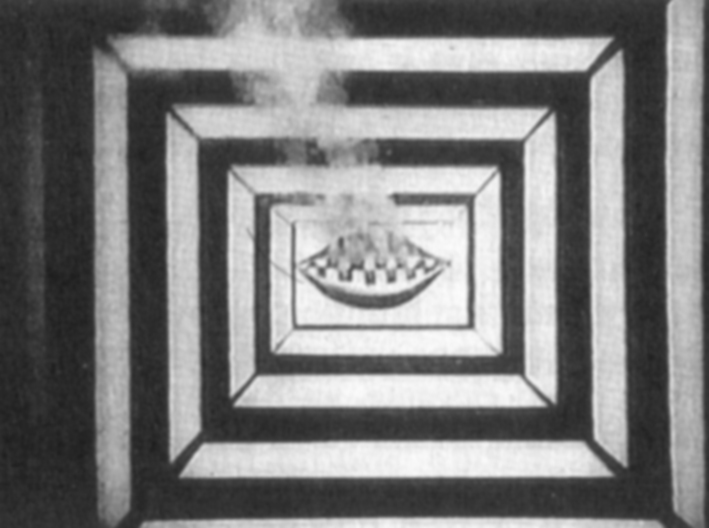
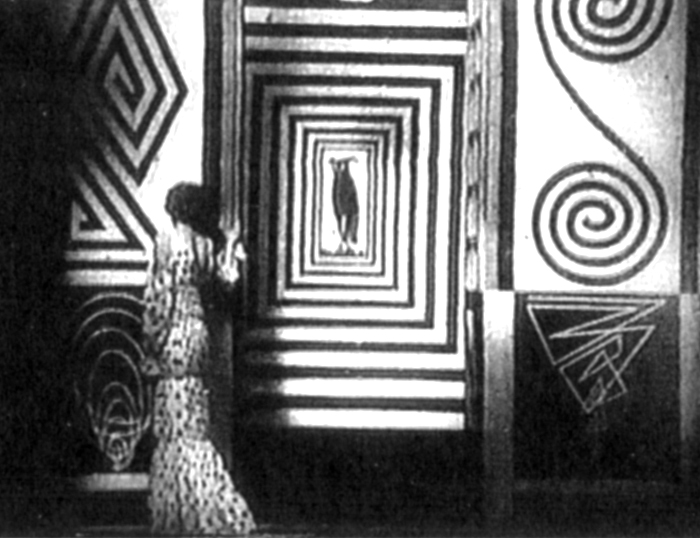

## چهره‌های شاخص
- فیلیپو تومازو مارینتی
- آنتون جولیو براگالیا
- ریکاردو کاسانو[۱][۲]